# Тласкала (држава)
Тласкала (шп. Estado de Tlaxcala), држава је у централном Мексику. Једна је од најмањих мексичких држава са површином од 4.016 km² и 1.169.936 становника (стање 2010). 
Граничи се на северу, истоку и југу са државом Пуебла, на западу са државом Мексико, а на североистоку са Идалгом. 
Реч Тласкала потиче из језика наватл и значи „место тортиља од кукуруза“. У времену пре доласка Шпанаца у Мексико Тласкала је била једна од независних држава. Она се у прво време борила против Шпанаца, да би се касније удружила са њима против астечких ривала. И данас је овде јак осећај локал-патриотизма међу индијанским становништвом које чини већину. Главни град државе је град Тласкала, којег је основао Ернан Кортез 1520. Данашња држава је настала 1857. 
Са просечном надморском висином од 2.230 метара, клима Тласкале иде од умерене суве у центру и југу, до хладне на падинама вулкана Малинцин (врх на 4.640 метара). 
Главне привредне активности су производња кукуруза, поврћа, воћа, млека и меса. 

## Становништво
| 1990.   | 1995.   | 2000.   | 2005.     | 2010.     |
| ------- | ------- | ------- | --------- | --------- |
| 761.277 | 883.924 | 962.646 | 1.068.207 | 1 169 936 |